# Danh sách tiểu hành tinh: 25801–25900
| Tên                  | Tên đầu tiên | Ngày phát hiện       | Nơi phát hiện   | Người phát hiện |
| -------------------- | ------------ | -------------------- | --------------- | --------------- |
| 25801 Oliviaschwob   | 2000 CR84    | 4 tháng 2 năm 2000   | Socorro         | LINEAR          |
| 25802 -              | 2000 CA85    | 4 tháng 2 năm 2000   | Socorro         | LINEAR          |
| 25803 -              | 2000 CW87    | 4 tháng 2 năm 2000   | Socorro         | LINEAR          |
| 25804 -              | 2000 CC89    | 4 tháng 2 năm 2000   | Socorro         | LINEAR          |
| 25805 -              | 2000 CV91    | 6 tháng 2 năm 2000   | Socorro         | LINEAR          |
| 25806 -              | 2000 CF93    | 6 tháng 2 năm 2000   | Socorro         | LINEAR          |
| 25807 Baharshah      | 2000 CU93    | 8 tháng 2 năm 2000   | Socorro         | LINEAR          |
| 25808 -              | 2000 CK103   | 7 tháng 2 năm 2000   | Socorro         | LINEAR          |
| 25809 -              | 2000 CU125   | 3 tháng 2 năm 2000   | Socorro         | LINEAR          |
| 25810 -              | 2000 CO127   | 2 tháng 2 năm 2000   | Kitt Peak       | Spacewatch      |
| 25811 -              | 2000 DE1     | 26 tháng 2 năm 2000  | Rock Finder     | W. K. Y. Yeung  |
| 25812 -              | 2000 DE4     | 28 tháng 2 năm 2000  | Socorro         | LINEAR          |
| 25813 Savannahshaw   | 2000 DW18    | 29 tháng 2 năm 2000  | Socorro         | LINEAR          |
| 25814 Preesinghal    | 2000 DF24    | 29 tháng 2 năm 2000  | Socorro         | LINEAR          |
| 25815 Scottskirlo    | 2000 DM26    | 29 tháng 2 năm 2000  | Socorro         | LINEAR          |
| 25816 -              | 2000 DK29    | 29 tháng 2 năm 2000  | Socorro         | LINEAR          |
| 25817 Tahilramani    | 2000 DQ31    | 29 tháng 2 năm 2000  | Socorro         | LINEAR          |
| 25818 -              | 2000 DH32    | 29 tháng 2 năm 2000  | Socorro         | LINEAR          |
| 25819 Tripathi       | 2000 DW32    | 29 tháng 2 năm 2000  | Socorro         | LINEAR          |
| 25820 -              | 2000 DB56    | 29 tháng 2 năm 2000  | Socorro         | LINEAR          |
| 25821 -              | 2000 DY59    | 29 tháng 2 năm 2000  | Socorro         | LINEAR          |
| 25822 Carolinejune   | 2000 DH72    | 29 tháng 2 năm 2000  | Socorro         | LINEAR          |
| 25823 Dentrujillo    | 2000 DV73    | 29 tháng 2 năm 2000  | Socorro         | LINEAR          |
| 25824 Viviantsang    | 2000 DU75    | 29 tháng 2 năm 2000  | Socorro         | LINEAR          |
| 25825 -              | 2000 DH88    | 29 tháng 2 năm 2000  | Socorro         | LINEAR          |
| 25826 -              | 2000 DX93    | 28 tháng 2 năm 2000  | Socorro         | LINEAR          |
| 25827 -              | 2000 DZ93    | 28 tháng 2 năm 2000  | Socorro         | LINEAR          |
| 25828 -              | 2000 DM102   | 29 tháng 2 năm 2000  | Socorro         | LINEAR          |
| 25829 -              | 2000 DU108   | 29 tháng 2 năm 2000  | Socorro         | LINEAR          |
| 25830 -              | 2000 DN110   | 26 tháng 2 năm 2000  | Uccle           | T. Pauwels      |
| 25831 -              | 2000 DH111   | 29 tháng 2 năm 2000  | Socorro         | LINEAR          |
| 25832 Van Scoyoc     | 2000 EN9     | 3 tháng 3 năm 2000   | Socorro         | LINEAR          |
| 25833 -              | 2000 ED15    | 5 tháng 3 năm 2000   | Reedy Creek     | J. Broughton    |
| 25834 Vechinski      | 2000 EN19    | 5 tháng 3 năm 2000   | Socorro         | LINEAR          |
| 25835 -              | 2000 EO20    | 3 tháng 3 năm 2000   | Catalina        | CSS             |
| 25836 Harishvemuri   | 2000 ER29    | 5 tháng 3 năm 2000   | Socorro         | LINEAR          |
| 25837 -              | 2000 EG30    | 5 tháng 3 năm 2000   | Socorro         | LINEAR          |
| 25838 -              | 2000 EV30    | 5 tháng 3 năm 2000   | Socorro         | LINEAR          |
| 25839 -              | 2000 ES50    | 11 tháng 3 năm 2000  | Tebbutt         | F. B. Zoltowski |
| 25840 -              | 2000 ER57    | 8 tháng 3 năm 2000   | Socorro         | LINEAR          |
| 25841 -              | 2000 EA76    | 5 tháng 3 năm 2000   | Socorro         | LINEAR          |
| 25842 -              | 2000 EQ78    | 5 tháng 3 năm 2000   | Socorro         | LINEAR          |
| 25843 -              | 2000 EQ84    | 8 tháng 3 năm 2000   | Socorro         | LINEAR          |
| 25844 -              | 2000 EN85    | 8 tháng 3 năm 2000   | Socorro         | LINEAR          |
| 25845 -              | 2000 EO86    | 8 tháng 3 năm 2000   | Socorro         | LINEAR          |
| 25846 -              | 2000 EF93    | 9 tháng 3 năm 2000   | Socorro         | LINEAR          |
| 25847 -              | 2000 EV97    | 12 tháng 3 năm 2000  | Socorro         | LINEAR          |
| 25848 -              | 2000 EL104   | 14 tháng 3 năm 2000  | Reedy Creek     | J. Broughton    |
| 25849 -              | 2000 ET107   | 8 tháng 3 năm 2000   | Socorro         | LINEAR          |
| 25850 -              | 2000 EG108   | 8 tháng 3 năm 2000   | Socorro         | LINEAR          |
| 25851 -              | 2000 EE120   | 11 tháng 3 năm 2000  | Anderson Mesa   | LONEOS          |
| 25852 -              | 2000 EW147   | 4 tháng 3 năm 2000   | Socorro         | LINEAR          |
| 25853 -              | 2000 ES151   | 6 tháng 3 năm 2000   | Haleakala       | NEAT            |
| 25854 -              | 2000 EP166   | 4 tháng 3 năm 2000   | Socorro         | LINEAR          |
| 25855 -              | 2000 EA168   | 4 tháng 3 năm 2000   | Socorro         | LINEAR          |
| 25856 -              | 2000 EZ170   | 5 tháng 3 năm 2000   | Socorro         | LINEAR          |
| 25857 -              | 2000 EM184   | 5 tháng 3 năm 2000   | Socorro         | LINEAR          |
| 25858 -              | 2000 EO204   | 10 tháng 3 năm 2000  | Catalina        | CSS             |
| 25859 -              | 2000 FW3     | 28 tháng 3 năm 2000  | Socorro         | LINEAR          |
| 25860 -              | 2000 FY11    | 28 tháng 3 năm 2000  | Socorro         | LINEAR          |
| 25861 -              | 2000 FS15    | 28 tháng 3 năm 2000  | Socorro         | LINEAR          |
| 25862 -              | 2000 FC16    | 28 tháng 3 năm 2000  | Socorro         | LINEAR          |
| 25863 -              | 2000 FV47    | 29 tháng 3 năm 2000  | Socorro         | LINEAR          |
| 25864 Banič          | 2000 GR82    | 8 tháng 4 năm 2000   | Ondřejov        | P. Kušnirák     |
| 25865 -              | 2000 GX82    | 2 tháng 4 năm 2000   | Socorro         | LINEAR          |
| 25866 -              | 2000 GA100   | 7 tháng 4 năm 2000   | Socorro         | LINEAR          |
| 25867 -              | 2000 HK66    | 26 tháng 4 năm 2000  | Anderson Mesa   | LONEOS          |
| 25868 -              | 2000 JT6     | 4 tháng 5 năm 2000   | Socorro         | LINEAR          |
| 25869 -              | 2000 JP70    | 1 tháng 5 năm 2000   | Anderson Mesa   | LONEOS          |
| 25870 Panchovigil    | 2000 KB14    | 28 tháng 5 năm 2000  | Socorro         | LINEAR          |
| 25871 -              | 2000 LZ26    | 11 tháng 6 năm 2000  | Valinhos        | P. R. Holvorcem |
| 25872 -              | 2000 MV1     | 25 tháng 6 năm 2000  | Socorro         | LINEAR          |
| 25873 -              | 2000 MK6     | 25 tháng 6 năm 2000  | Socorro         | LINEAR          |
| 25874 -              | 2000 OS39    | 30 tháng 7 năm 2000  | Socorro         | LINEAR          |
| 25875 Wickramasekara | 2000 OT52    | 31 tháng 7 năm 2000  | Socorro         | LINEAR          |
| 25876 -              | 2000 PP16    | 1 tháng 8 năm 2000   | Socorro         | LINEAR          |
| 25877 Katherinexue   | 2000 QN41    | 24 tháng 8 năm 2000  | Socorro         | LINEAR          |
| 25878 Sihengyou      | 2000 QW77    | 24 tháng 8 năm 2000  | Socorro         | LINEAR          |
| 25879 -              | 2000 QA105   | 28 tháng 8 năm 2000  | Socorro         | LINEAR          |
| 25880 -              | 2000 QG196   | 28 tháng 8 năm 2000  | Socorro         | LINEAR          |
| 25881 -              | 2000 RH41    | 3 tháng 9 năm 2000   | Socorro         | LINEAR          |
| 25882 -              | 2000 RY47    | 3 tháng 9 năm 2000   | Socorro         | LINEAR          |
| 25883 -              | 2000 RD88    | 2 tháng 9 năm 2000   | Haleakala       | NEAT            |
| 25884 -              | 2000 SQ4     | 20 tháng 9 năm 2000  | Bisei SG Center | BATTeRS         |
| 25885 Wiesinger      | 2000 SD144   | 24 tháng 9 năm 2000  | Socorro         | LINEAR          |
| 25886 -              | 2000 SY181   | 19 tháng 9 năm 2000  | Haleakala       | NEAT            |
| 25887 -              | 2000 SU308   | 30 tháng 9 năm 2000  | Socorro         | LINEAR          |
| 25888 -              | 2000 UW109   | 31 tháng 10 năm 2000 | Socorro         | LINEAR          |
| 25889 -              | 2000 VK29    | 1 tháng 11 năm 2000  | Socorro         | LINEAR          |
| 25890 Louisburg      | 2000 VG38    | 3 tháng 11 năm 2000  | Olathe          | L. Robinson     |
| 25891 -              | 2000 WK9     | 20 tháng 11 năm 2000 | Fountain Hills  | C. W. Juels     |
| 25892 -              | 2000 WP9     | 22 tháng 11 năm 2000 | Bisei SG Center | BATTeRS         |
| 25893 Sugihara       | 2000 WR9     | 19 tháng 11 năm 2000 | Desert Beaver   | W. K. Y. Yeung  |
| 25894 -              | 2000 WV125   | 30 tháng 11 năm 2000 | Socorro         | LINEAR          |
| 25895 -              | 2000 XN9     | 1 tháng 12 năm 2000  | Socorro         | LINEAR          |
| 25896 -              | 2000 XW14    | 4 tháng 12 năm 2000  | Socorro         | LINEAR          |
| 25897 -              | 2000 XZ32    | 4 tháng 12 năm 2000  | Socorro         | LINEAR          |
| 25898 Alpoge         | 2000 YJ41    | 30 tháng 12 năm 2000 | Socorro         | LINEAR          |
| 25899 Namratanand    | 2000 YE61    | 30 tháng 12 năm 2000 | Socorro         | LINEAR          |
| 25900 -              | 2000 YH98    | 30 tháng 12 năm 2000 | Socorro         | LINEAR          |